# Javier Aquino
Javier Ignacio Aquino Carmona (Oaxaca de Juárez, 1990. február 11. –) a mexikói válogatott olimpiai bajnok labdarúgója, jelenleg a Tigres de la UANL játékosa. Tagja volt annak a csapatnak, amely Mexikó történetének 13. olimpiai aranyérmét szerezte.

## Pályafutása

### Klubcsapatokban
A mexikói első osztályú bajnokságban 2010. július 23-án mutatkozott be, amikor csapata, a Cruz Azul 0–3-ra nyert az Estudiantes Tecos otthonában. Később Spanyolországba igazolt a Villarrealhoz, majd kölcsönben a Rayo Vallecano csapatát erősítette. 2015 nyarán hazaigazolt Mexikóba a Tigreshez, amellyel mindjárt első szezonjában bajnok lett.

### A válogatottban
Első válogatott szerepléseire a 2011-es Copa Américán került sor, de a csupa fiatal játékossal felálló Mexikó három vereséggel búcsúzott a tornától. Ezután számos barátságos mérkőzésen és vb-selejtezőn lépett pályára, sőt, a 2014-es labdarúgó-világbajnokságon is játszott egy fél órát a nyolcaddöntőben. Előző évben szerepet kapott a konföderációs kupán, 2015-ben pedig a Copa Américán, de a csapat itt sem ért el sikereket.

#### Mérkőzései a válogatottban
| Mexikó | Mexikó               | Mexikó                                         | Mexikó        | Mexikó   | Mexikó              | Mexikó                         | Mexikó | Mexikó    |
| #      | Dátum                | Helyszín                                       | Hazai         | Eredmény | Vendég              | Kiírás                         | Gólok  | Esemény   |
| ------ | -------------------- | ---------------------------------------------- | ------------- | -------- | ------------------- | ------------------------------ | ------ | --------- |
| 1.     | 2011. július 4.      | San Juan, Estadio del Bicentenario             | Chile         | 2 – 1    | Mexikó              | Copa América, csoportkör       | 0      | 21' 72'   |
| 2.     | 2011. július 8.      | Mendoza, Estadio Malvinas Argentinas           | Peru          | 1 – 0    | Mexikó              | Copa América, csoportkör       | 0      | 86'       |
| 3.     | 2011. július 12.     | La Plata, Estadio Ciudad de La Plata           | Uruguay       | 1 – 0    | Mexikó              | Copa América, csoportkör       | 0      | 46'       |
| 4.     | 2011. november 11.   | Santiago de Querétaro, Estadio Corregidora     | Mexikó        | 2 – 0    | Szerbia             | barátságos                     | 0      | 87'       |
| 5.     | 2012. január 25.     | Houston, Reliant Stadium                       | Mexikó        | 3 – 1    | Venezuela           | barátságos                     | 0      | 56'       |
| 6.     | 2012. szeptember 7.  | San José, Estadio Nacional de Costa Rica       | Costa Rica    | 0 – 2    | Mexikó              | vb-selejtező                   | 0      | 84'       |
| 7.     | 2012. szeptember 11. | Mexikóváros, Estadio Azteca                    | Mexikó        | 1 – 0    | Costa Rica          | vb-selejtező                   | 0      | 67'       |
| 8.     | 2012. október 12.    | Houston, BBVA Compass Stadium (USA)            | Guyana        | 0 – 5    | Mexikó              | vb-selejtező                   | 0      |           |
| 9.     | 2013. január 30.     | Glendale, University of Phoenix Stadium        | Mexikó        | 1 – 1    | Dánia               | barátságos                     | 0      |           |
| 10.    | 2013. február 6.     | Mexikóváros, Estadio Azteca                    | Mexikó        | 0 – 0    | Jamaica             | vb-selejtező                   | 0      | 45'       |
| 11.    | 2013. március 22.    | San Pedro Sula, Estadio Olímpico               | Honduras      | 2 – 2    | Mexikó              | vb-selejtező                   | 0      | 86'       |
| 12.    | 2013. március 26.    | Mexikóváros, Estadio Azteca                    | Mexikó        | 0 – 0    | Egyesült Államok    | vb-selejtező                   | 0      | 80'       |
| 13.    | 2013. május 31.      | Houston, Reliant Stadium                       | Mexikó        | 2 – 2    | Nigéria             | barátságos                     | 0      | 85'       |
| 14.    | 2013. június 7.      | Panamaváros, Estadio Rommel Fernández          | Panama        | 0 – 0    | Mexikó              | vb-selejtező                   | 0      | 73'       |
| 15.    | 2013. június 11.     | Mexikóváros, Estadio Azteca                    | Mexikó        | 0 – 0    | Costa Rica          | vb-selejtező                   | 0      | 63'       |
| 16.    | 2013. június 16.     | Rio de Janeiro, Maracanã Stadion               | Mexikó        | 1 – 2    | Olaszország         | konföderációs kupa, csoportkör | 0      | 53'       |
| 17.    | 2013. június 22.     | Belo Horizonte, Estádio Mineirão               | Japán         | 1 – 2    | Mexikó              | konföderációs kupa, csoportkör | 0      | 90'       |
| 18.    | 2013. szeptember 6.  | Mexikóváros, Estadio Azteca                    | Mexikó        | 1 – 2    | Honduras            | vb-selejtező                   | 0      | 65'       |
| 19.    | 2013. október 11.    | Mexikóváros, Estadio Azteca                    | Mexikó        | 2 – 1    | Panama              | vb-selejtező                   | 0      | 65'       |
| 20.    | 2013. október 15.    | San José, Estadio Nacional de Costa Rica       | Costa Rica    | 2 – 1    | Mexikó              | vb-selejtező                   | 0      | 66'       |
| 21.    | 2014. március 5.     | Atlanta, Georgia Dome                          | Mexikó        | 0 – 0    | Nigéria             | barátságos                     | 0      | 45'       |
| 22.    | 2014. június 6.      | Foxborough, Gillette Stadion                   | Mexikó        | 0 – 1    | Portugália          | barátságos                     | 0      | 85'       |
| 23.    | 2014. június 29.     | Fortaleza, Estádio Castelão                    | Hollandia     | 2 – 1    | Mexikó              | vb-nyolcaddöntő                | 0      | 61'       |
| 24.    | 2014. szeptember 6.  | Santa Clara, Levi’s Stadion                    | Mexikó        | 0 – 0    | Chile               | barátságos                     | 0      | 73'       |
| 25.    | 2014. szeptember 9.  | Commerce City, Dick's Sporting Goods Park      | Mexikó        | 1 – 0    | Bolívia             | barátságos                     | 0      | 74'       |
| 26.    | 2014. október 9.     | Tuxtla Gutiérrez, Estadio Víctor Manuel Reyna  | Mexikó        | 2 – 0    | Honduras            | barátságos                     | 0      | 60'       |
| 27.    | 2015. május 30.      | Tuxtla Gutiérrez, Estadio Víctor Manuel Reyna  | Mexikó        | 3 – 0    | Guatemala           | barátságos                     | 0      | 66'       |
| 28.    | 2015. június 3.      | Lima, Estadio Nacional                         | Peru          | 1 – 1    | Mexikó              | barátságos                     | 0      | 41' 66'   |
| 29.    | 2015. június 12.     | Viña del Mar, Estadio Sausalito                | Mexikó        | 0 – 0    | Bolívia             | Copa América, csoportkör       | 0      | 63'       |
| 30.    | 2015. június 15.     | Santiago, Estadio Nacional de Chile            | Chile         | 3 – 3    | Mexikó              | Copa América, csoportkör       | 0      | 63'       |
| 31.    | 2015. június 19.     | Rancagua, Estadio El Teniente                  | Mexikó        | 1 – 2    | Ecuador             | Copa América, csoportkör       | 0      | 46'       |
| 32.    | 2015. szeptember 4.  | Sandy, Rio Tinto Stadium                       | Mexikó        | 3 – 3    | Trinidad és Tobago  | barátságos                     | 0      |           |
| 33.    | 2015. október 13.    | Toluca de Lerdo, Estadio Nemesio Díez          | Mexikó        | 1 – 0    | Panama              | barátságos                     | 0      | 61'       |
| 34.    | 2015. november 17.   | San Pedro Sula, Estadio Olímpico Metropolitano | Honduras      | 0 – 2    | Mexikó              | vb-selejtező                   | 0      | 60'       |
| 35.    | 2016. március 25.    | Vancouver, BC Place Stadion                    | Kanada        | 0 – 3    | Mexikó              | vb-selejtező                   | 0      | 70'       |
| 36.    | 2016. május 28.      | Atlanta, Georgia Dome                          | Mexikó        | 1 – 0    | Paraguay            | barátságos                     | 0      | 25'       |
| 37.    | 2016. június 1.      | San Diego, Qualcomm Stadium                    | Mexikó        | 1 – 0    | Chile               | barátságos                     | 0      | 57'       |
| 38.    | 2016. június 5.      | Glendale, University of Phoenix Stadium        | Mexikó        | 3 – 1    | Uruguay             | Copa América, csoportkör       | 0      | 55'       |
| 39.    | 2016. június 13.     | Houston, NRG Stadium                           | Mexikó        | 1 – 1    | Venezuela           | Copa América, csoportkör       | 0      | 18'       |
| 40.    | 2016. szeptember 2.  | San Salvador, Estadio Cuscatlán                | Salvador      | 1 – 3    | Mexikó              | vb-selejtező                   | 0      | 45+2' 66' |
| 41.    | 2016. szeptember 6.  | Mexikóváros, Estadio Azteca                    | Mexikó        | 0 – 0    | Honduras            | vb-selejtező                   | 0      | 85'       |
| 42.    | 2017. június 1.      | East Rutherford, MetLife Stadium               | Mexikó        | 3 – 1    | Írország            | barátságos                     | 0      | 58'       |
| 43.    | 2017. június 11.     | Mexikóváros, Estadio Azteca                    | Mexikó        | 1 – 1    | Egyesült Államok    | vb-selejtező                   | 0      | 53'       |
| 44.    | 2017. június 21.     | Szocsi, Fist Olimpiai Stadion                  | Mexikó        | 2 – 1    | Új-Zéland           | konföderációs kupa, csoportkör | 0      |           |
| 45.    | 2017. június 24.     | Kazany, Kazany Aréna                           | Mexikó        | 2 – 1    | Oroszország         | konföderációs kupa, csoportkör | 0      | 46'       |
| 46.    | 2017. június 29.     | Szocsi, Fist Olimpiai Stadion                  | Németország   | 4 – 1    | Mexikó              | konföderációs kupa, elődöntő   | 0      | 46'       |
| 47.    | 2017. szeptember 2.  | Mexikóváros, Estadio Azteca                    | Mexikó        | 1 – 0    | Panama              | vb-selejtező                   | 0      | 64'       |
| 48.    | 2017. október 6.     | San Luis Potosí, Estadio Alfonso Lastras       | Mexikó        | 3 – 1    | Trinidad és Tobago  | vb-selejtező                   | 0      | 56'       |
| 49.    | 2017. november 10.   | Brüsszel, Baldvin király Stadion               | Belgium       | 3 – 3    | Mexikó              | barátságos                     | 0      | 91'       |
| 50.    | 2017. november 13.   | Gdańsk, Stadion Energa Gdańsk                  | Lengyelország | 0 – 1    | Mexikó              | barátságos                     | 0      | 46'       |
| 51.    | 2018. január 31.     | San Antonio, Alamodome                         | Mexikó        | 1 – 0    | Bosznia-Hercegovina | barátságos                     | 0      | 46'       |
| 52.    | 2018. május 28.      | Pasadena, Rose Bowl                            | Mexikó        | 0 – 0    | Wales               | barátságos                     | 0      |           |
| 53.    | 2018. június 2.      | Mexikóváros, Estadio Azteca                    | Mexikó        | 1 – 0    | Skócia              | barátságos                     | 0      | 63'       |
| 54.    | 2018. november 20.   | Mendoza, Estadio Malvinas Argentinas           | Argentína     | 2 – 0    | Mexikó              | barátságos                     | 0      | 46'       |
|        | Összesen             |                                                |               | 54       | mérkőzés            |                                | 0      | gól       |

## Sikerei, díjai
Mexikó
- Olimpiai bajnok (1): London, 2012